# Kaplica św. Anny w Bezku

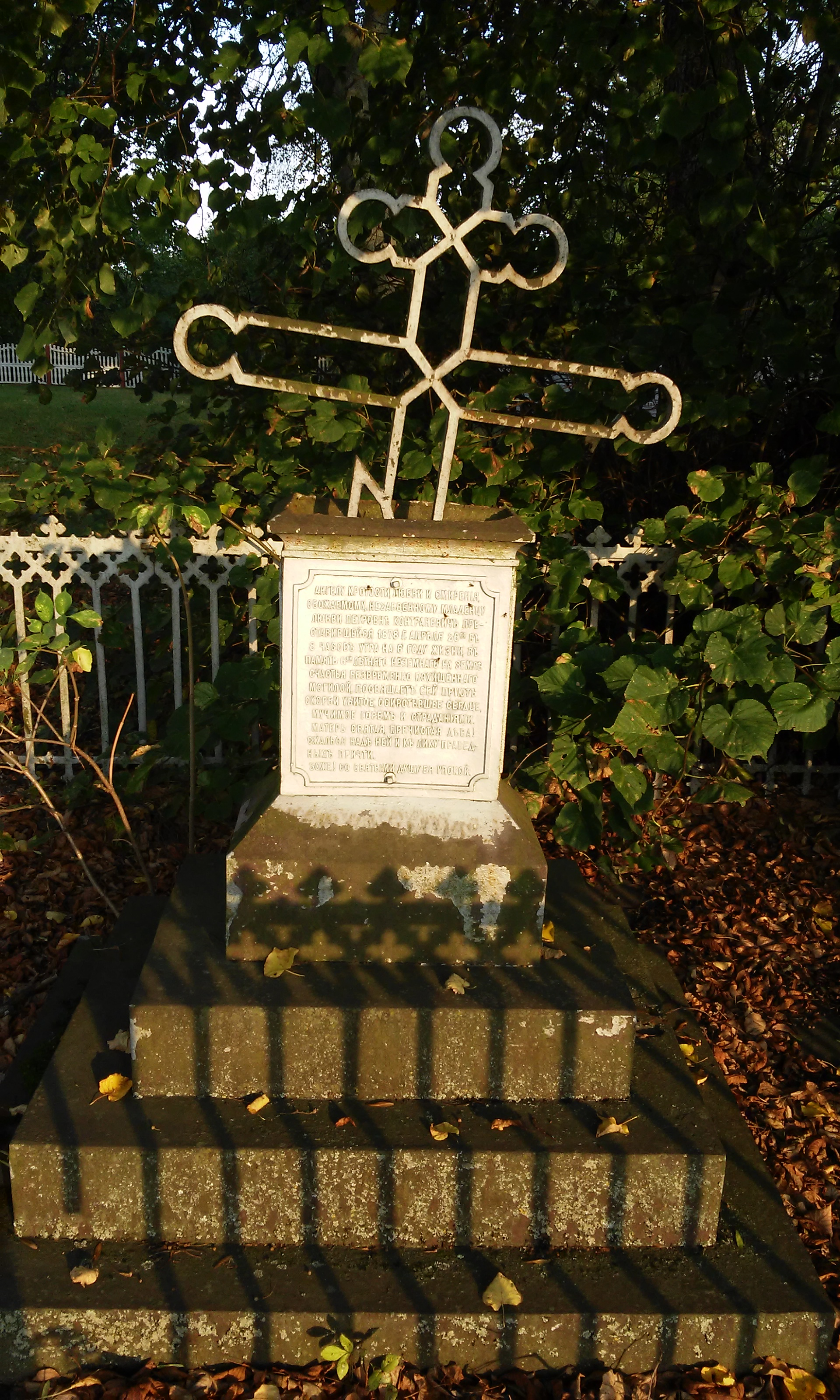
Nagrobek Lubow Kontraniewicz z 1878

Kaplica św. Anny – filialna rzymskokatolicka kaplica, należąca do parafii św. Małgorzaty w Olchowcu. Wzniesiona jako unicka cerkiew w 1867. W latach 1875–1947 była to cerkiew prawosławna.

## Historia
Parafia prawosławna w Bezku mogła funkcjonować nawet od połowy XIV w., zaś w 1462 jej istnienie jest po raz pierwszy potwierdzone źródłowo. Funkcjonowanie wolno stojącej cerkwi prawosławnej potwierdzone jest po raz pierwszy w dokumentach z lat 1503–1510. Nową świątynię, już unicką, zbudowano w 1680, gdy starsza popadła w ruinę. Inicjatorem budowy obiektu sakralnego był proboszcz Eliasz Wołosowicz, zaś dziedzice części Bezku Jan i Marianna Łowiccy poparli jego wzniesienie. Początkowo patronami cerkwi byli św. Anna i św. Dymitr Sołuński. W XVII w. zmiana wyznania świątyni bezkiej z prawosławnego na unickie spotkała się z protestami miejscowych wiernych. W opisie wizytacyjnym z 1760 jako jedynego patrona wymieniono tego drugiego świętego, natomiast w późniejszych takich dokumentach wspominana jest już tylko św. Anna. Cerkiew była filią świątyni w Olchowcu. W końcu XVIII w. w Bezku żyło ok. 260 dorosłych wiernych Kościoła unickiego.
Obecnie istniejący budynek sakralny został wzniesiony w 1867. Osiem lat później, wskutek likwidacji unickiej diecezji chełmskiej, miejscowa parafia unicka została administracyjnie włączona do Rosyjskiego Kościoła Prawosławnego. Od 1886 Bezek był siedzibą parafii prawosławnej, która działała nieprzerwanie do wyjazdu ludności prawosławnej na bieżeństwo w 1915. Parafia ta istniała również w okresie międzywojennym, najpóźniej od 1923, należąc ówcześnie do dekanatu chełmskiego diecezji warszawsko-chełmskiej PAKP. Była to jedyna w okolicy cerkiew, której po I wojnie światowej i odzyskaniu niepodległości przez Polskę nie zamknięto ani nie zaadaptowano na kościół. Wierni parafii bezkiej pochodzili z Bezka oraz z Mogilnicy.
Cerkiew pozostawała czynna do wysiedlenia ludności prawosławnej z Lubelszczyzny po II wojnie światowej. W latach 1958–1962 budynek sakralny dzierżawił Kościół narodowy. Przez kolejne dwadzieścia trzy lata obiekt był nieużytkowany i stopniowo popadał w ruinę. Od 1985 użytkowany jest (wydzierżawiony na czas nieograniczony) przez Kościół rzymskokatolicki.
Przy świątyni znajdują się nagrobki zmarłych z rodziny Salwickich (XIX–XX w.), z której wywodził się jeden z miejscowych prawosławnych proboszczów, oraz nagrobek sześcioletniej Lubow (zm. 1878), córki proboszcza Piotra Kontraniewicza.